# Augustine Okocha
Augustine Azuka Okocha (Enugu, 14 de agosto de 1973) más conocido como Jay-Jay Okocha, es un exfutbolista nigeriano que se desempeñaba como centrocampista. Ampliamente considerado como uno de los mejores jugadores nigerianos y africanos de todos los tiempos, era conocido por sus habilidades para el regate, técnica y creatividad.
Okocha fue protagonista de uno de los mayores hitos en la historia del fútbol africano: la medalla de oro en Atlanta 96, donde la selección sub-23 de Nigeria derrotó a su par de Argentina por 3-2. Además, fue elegido siete veces mejor jugador nigeriano del año y figura en la FIFA 100, una lista elaborada por Pelé a petición de la FIFA  con los mejores futbolistas vivos. Su gol al Karlsruher SC, en el que desparramó dos veces a Oliver Kahn, jugando para el Eintracht Fráncfort en 1993, es recordado como uno de los mejores tantos en la historia de la Bundesliga.

## Carrera
Okocha nació en el estado de Enugu. Sus padres eran de Ogwashi - Uku, Nigeria. El nombre de Jay -Jay está realmente pasado de su hermano mayor, James, que comenzó a jugar a fútbol en primer lugar. Su inmediato hermano mayor Emmanuel también era llamado Emma Jay-Jay, pero el nombre se quedó con Okocha. Comenzó a jugar al fútbol en la calle al igual que muchas otras estrellas del fútbol, por lo general con una bola provisional.
En una entrevista con la BBC, dijo que "Hasta donde yo recuerdo, solíamos jugar con cualquier cosa, con cualquier cosa redonda que pudimos encontrar, y siempre nos las arreglamos para controlar una pelota, ¡que era una ventaja! ¡Quiero decir que fue increíble!" En 1990, se unió a Enugu Rangers. En su etapa en el club que produce muchas exhibiciones espectaculares, incluyendo una en la que redondea y marcó un gol contra el experimentado guardameta nigeriano William Okpara en un partido contra los Leones BCC. Más tarde viajó a Alemania para encontrarse con un amigo, donde se le pidió que se entrenara con su equipo después de impresionar en la formación, y consiguió un contrato con el equipo alemán Borussia Neunkirchen de la 3. Liga. En su etapa como jugador destaca jugando para el cuadro francés París Saint-Germain y luego de su etapa en Francia recala en la Premier League inglesa para jugar con el Bolton Wanderers Football Club, donde también tiene destacadas actuaciones. En 2008 decidió colgar las botas, siendo el Hull City su último equipo.

## Selección nacional
En cuanto a sus actuaciones con la selección de fútbol de Nigeria, Okocha concurrió a tres citas mundialistas. Fue como novato a Estados Unidos 1994, aunque terminó haciéndose con un puesto en el once titular.
Más tarde ganaría la medalla olímpica en los Juegos Olímpicos de Atlanta 1996, por lo que se suponía a Nigeria como un serio candidato para el Mundial de Francia 1998. Sin embargo, las "águilas verdes" cayeron en la segunda ronda.
Tras ser eliminado en la Copa Africana de Naciones en 2006, Okocha decidió dejar la selección en la que había jugado 73 partidos con 14 goles como resultado.

### Participaciones en Copas del Mundo
| Mundial                        | Sede                  | Resultado        |
| ------------------------------ | --------------------- | ---------------- |
| Copa Mundial de Fútbol de 1994 | Estados Unidos        | Octavos de final |
| Copa Mundial de Fútbol de 1998 | Francia               | Octavos de final |
| Copa Mundial de Fútbol de 2002 | Corea del Sur y Japón | Primera fase     |

### Participaciones en la Copa Africana
| Copa Africana                     | Sede   | Resultado    |
| --------------------------------- | ------ | ------------ |
| Copa Africana de Naciones de 2006 | Egipto | Tercer lugar |

## Clubes
| Club                      | País       | Año       |
| ------------------------- | ---------- | --------- |
| Borussia Neunkirchen      | Alemania   | 1990-1992 |
| Eintracht Fráncfort       | Alemania   | 1992-1996 |
| Fenerbahçe S. K.          | Turquía    | 1996-1998 |
| Paris Saint-Germain F. C. | Francia    | 1998-2002 |
| Bolton Wanderers F. C.    | Inglaterra | 2002-2006 |
| Qatar S. C.               | Catar      | 2006-2007 |
| Hull City F.C             | Inglaterra | 2007-2008 |

## Palmarés

### Torneos regionales
| Título                        | Club                 | Región/es                  | Año     |
| ----------------------------- | -------------------- | -------------------------- | ------- |
| Copa de Sarre                 | Borussia Neunkirchen | Sarre                      | 1989/90 |
| Oberliga Rheinland-Pfalz/Saar | Borussia Neunkirchen | Sarre / Renania-Palatinado | 1990/91 |
| Copa de Sarre                 | Borussia Neunkirchen | Sarre                      | 1991/92 |

### Torneos nacionales
| Título                   | Club                      | País    | Año  |
| ------------------------ | ------------------------- | ------- | ---- |
| Copa del Primer Ministro | Fenerbahçe S. K.          | Turquía | 1998 |
| Copa Atatürk             | Fenerbahçe S. K.          | Turquía | 1998 |
| Supercopa de Francia     | Paris Saint-Germain F. C. | Francia | 1998 |

### Torneos internacionales
| Título                         | Equipo         | Sede    | Año  |
| ------------------------------ | -------------- | ------- | ---- |
| Copa Africana de Naciones      | Nigeria        | Túnez   | 1994 |
| Copa de Naciones Afroasiáticas | Nigeria        | Lagos   | 1995 |
| Juegos Olímpicos               | Nigeria Sub-23 | Atlanta | 1996 |

## Vida personal
Es tío del futbolista Alex Iwobi.